# Discoverer 20
Discoverer 20 – amerykański satelita wywiadowczy. Stanowił część tajnego programu CORONA. Był to pierwszy statek z serii KH-5 ARGON. Z powodu awarii nie doszło do odłączenia się kapsuły powrotnej z materiałem zdjęciowym.

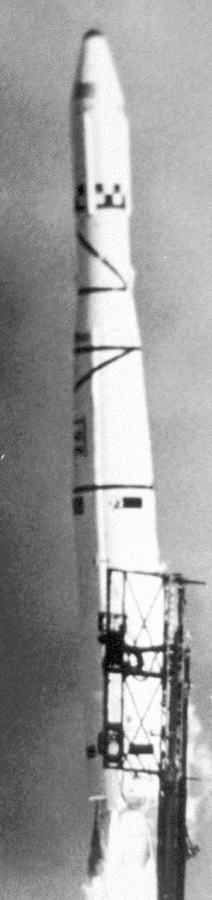
Moment startu rakiety Thor Agena B z satelitą Discoverer 20

## Ładunek
- Aparat fotograficzny o ogniskowej 76 mm; rozdzielczość przy powierzchni Ziemi około 140 m; obejmowany obszar 556 x 556 km
- Dozymetry promieniowania
- Radiometry podczerwieni
- Detektory mikrofal
- Filmy fotograficzne czułe na ekspozycje neutronami, promieniowaniem X i gamma
- Źródło światła (6 - 7 magnitudo) do optycznego śledzenia z powierzchni Ziemi